# Kombibus

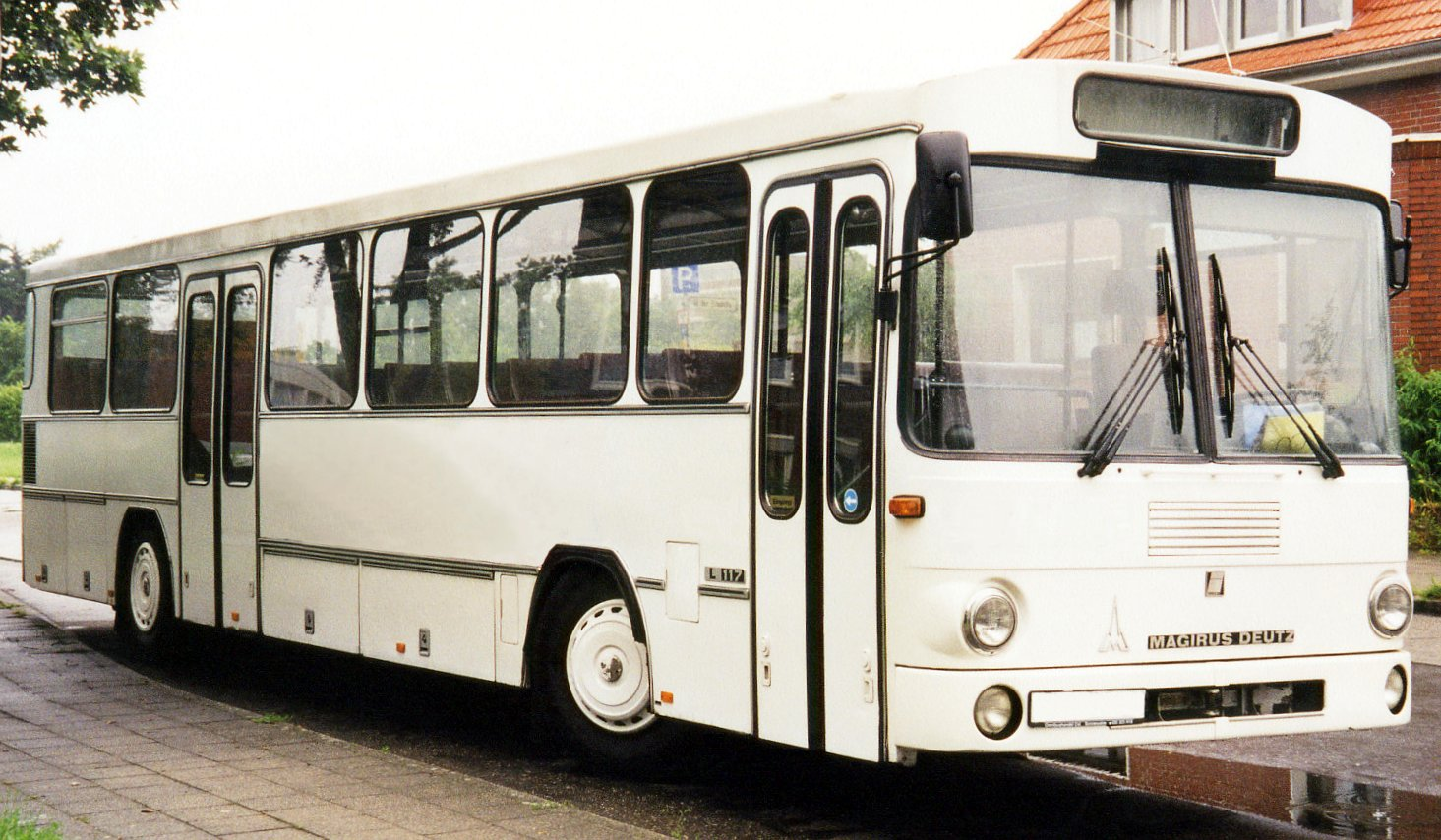
Ein früher als Kombibus tauglicher Omnibus war der Magirus-Deutz L117

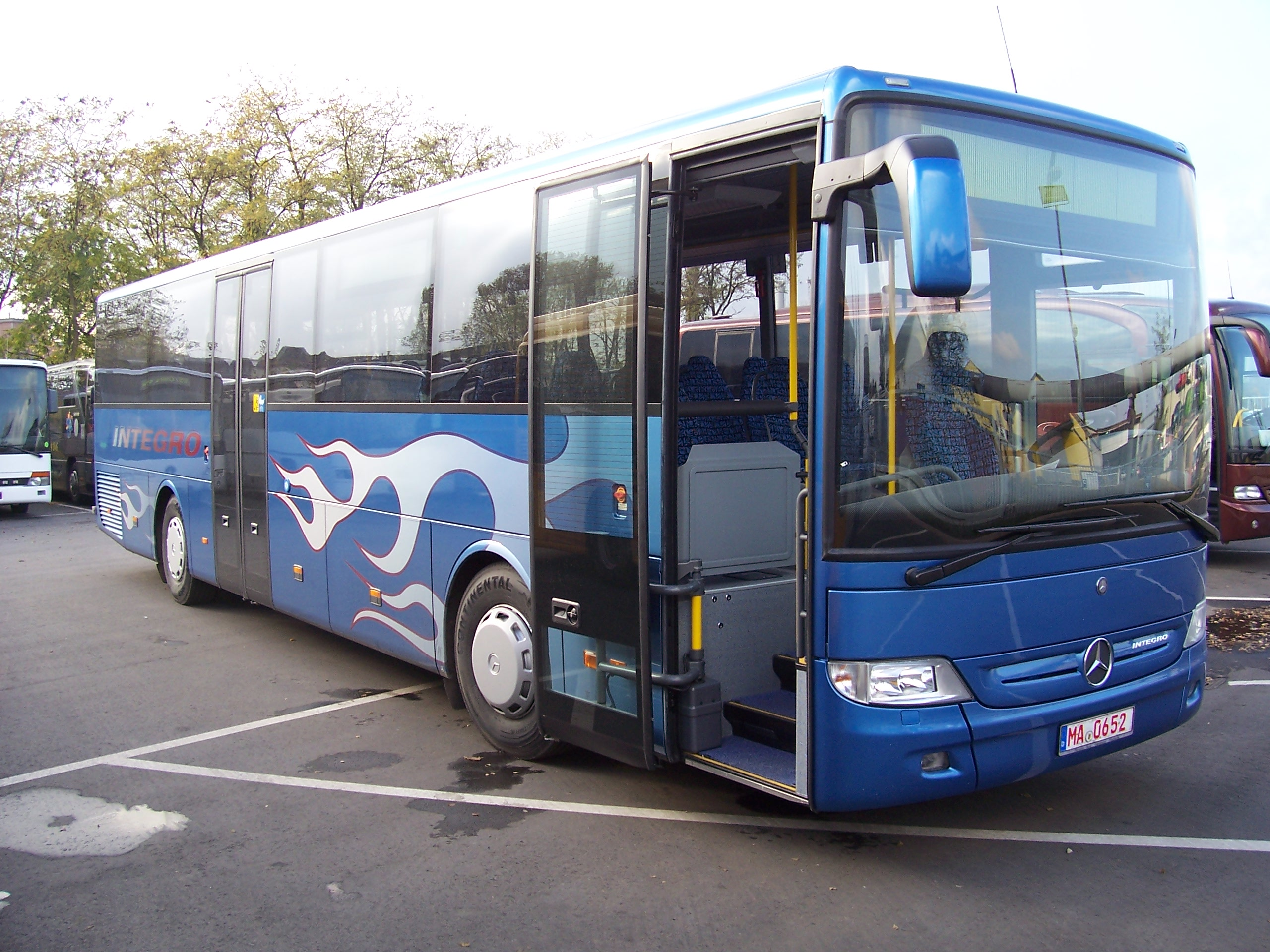
Mercedes-Benz Integro als moderner Kombibus

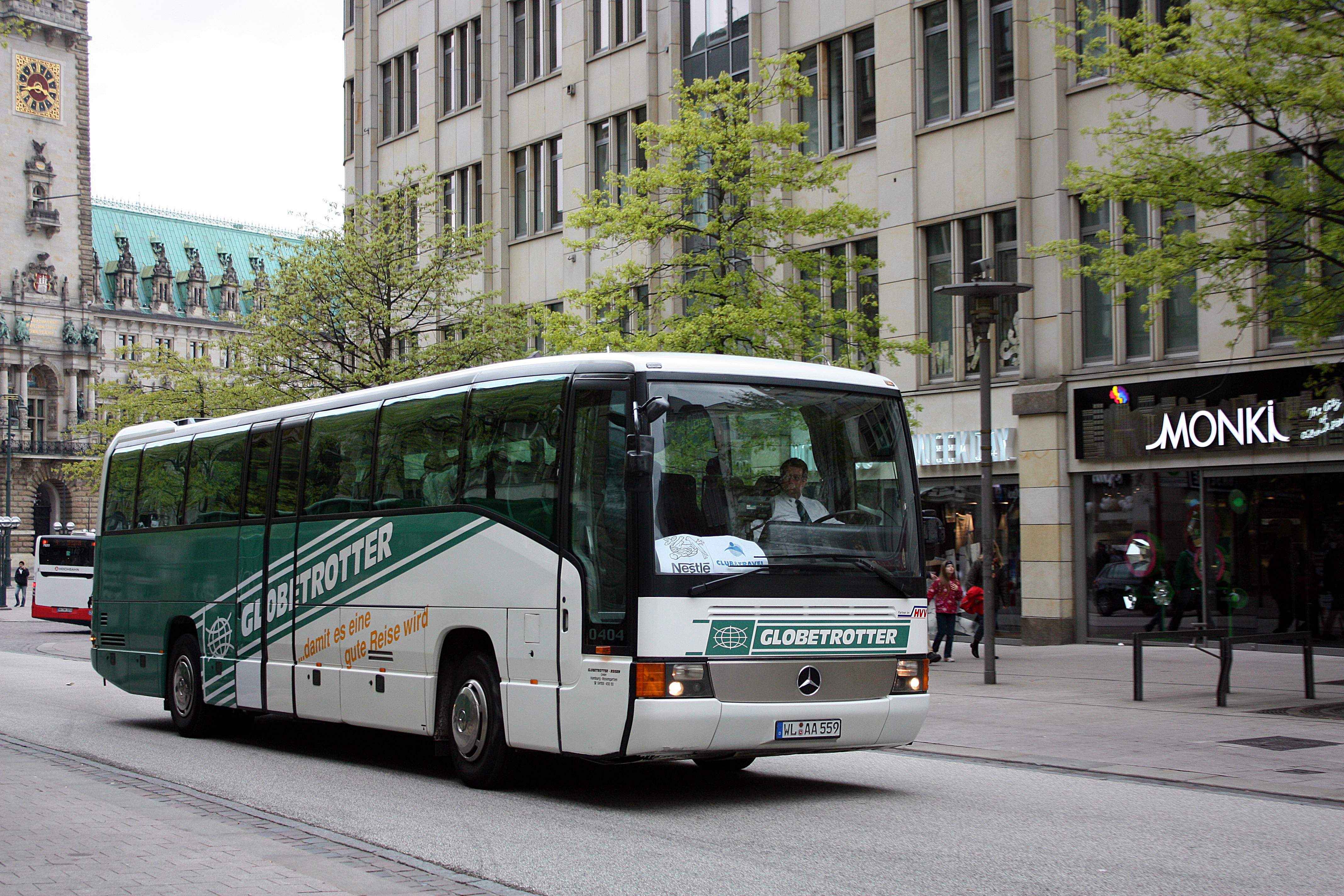
Mercedes-Benz O 404 RH

Ein Kombibus ist ein Omnibus, der sowohl im Linien- als auch im Gelegenheitsverkehr eingesetzt werden kann. Er wird daher häufig auch als Zweiverdiener oder Doppelverdiener bezeichnet.
Sinn des Konzepts ist es, den täglichen Einsatz des Busses und damit eine hohe Rentabilität zu gewährleisten: an Werktagen im Liniendienst, meist auf Überlandlinien, an Wochenenden, Feiertagen und in den Schulferien dagegen auf Ausflugsfahrten und Busreisen. Daher weisen Kombibusse sowohl Kennzeichen von Reisebussen als auch von Linienbussen auf. Für den Liniendienst ist ein rascher Fahrgastwechsel wünschenswert; Kombibusse weisen daher breitere Einstiege und Gänge sowie einen niedrigeren Fahrgastraumboden auf als Reisebusse, außerdem verfügen sie in der Regel über eine Fahrtzielanzeige und Haltewunschtasten. Für den Reiseverkehr benötigt werden dagegen die vom Reisebus übernommenen Merkmale wie eine bequeme Bestuhlung, viele Sitzplätze, Gepäckablagen und ein großer Unterflur-Kofferraum. Da all diese Anforderungen miteinander vereinbart werden müssen, ist die Konstruktion eines Kombibusses eine besondere Herausforderung. Bekannte Vertreter des Typs sind die Modelle der Setra MultiClass und ComfortClass, die Mercedes-Benz-Modelle Integro und Tourismo RH sowie die nicht mehr angebotenen O 303 und O 404, der MAN Lion’s Regio sowie die Neoplan-Modelle Transliner, Euroliner, Trendliner und Jetliner.